# Jurij Zaninović
Jurij Zaninović (hrvaško Juraj Zaninović, italijansko Giorgio Zaninovich), dalmatinski arhitekt, * 27. april 1876, Split, Kraljevina Dalmacija, † 6. november 1946, Buenos Aires, Argentina.

## Življenje
Zaninović je izšel iz velike tržaške družine, ki se je v mestu naselila leta 1887. Njegov oče je bil pilot in polarni raziskovalec. Jurij se je najprej izobraževal v Trstu. Nato je delal v Dubrovniku za admiralstvo kot oblikovalec in v tržaškem podjetju San Marco kot oblikovalec inženir, po štiriletni praksi pa je študiral na Dunaju pri Ottu Wagnerju. Nato je kot arhitekt delal za dunajsko podjetje Pittel & Brausewetter. Bil je tudi zastopnik združenja inženirjev in arhitektov pri dunajskem društvu inženirjev in arhitektov. Leta 1913 je postal predsednik tržaškega društva inženirjev in arhitektov. Po prvi svetovni vojni je emigriral v Argentino.

## Delo
Zaninović je kot učenec Wagnerjeve šole ustvarjal v secesijskem slogu. Najbolj je poznan po Zmajskem mostu v Ljubljani, ki ga je oblikoval za dunajsko podjetje Pittel & Brausewetter. Njegovo delo so tudi nekatere stanovanjske stavbe na Via commerciale v Trstu ter stavbe v Dubrovniku, na Dunaju in v Varšavi.